# Amt Lütau
La comunità amministrativa di Lütau (Amt Lütau) si trova nel circondario del ducato di Lauenburg nello Schleswig-Holstein, in Germania.

## Suddivisione
Comprende 10 comuni:
1. Basedow (642)
2. Buchhorst (148)
3. Dalldorf (345)
4. Juliusburg (184)
5. Krukow (158)
6. Krüzen (357)
7. Lanze (265)
8. Lütau (705)
9. Schnakenbek (904)
10. Wangelau (205)

Il capoluogo è Lauenburg/Elbe, esterna al territorio della comunità amministrativa.
(Tra parentesi i dati della popolazione al 31 dicembre 2021)